# オレンジ郡 (ノースカロライナ州)
オレンジ郡（英: Orange County）は、アメリカ合衆国ノースカロライナ州の中央部に位置する郡である。人口は14万8696人（2020年）。郡庁所在地はヒルズボロであり、人口最大の町はチャペルヒルである。チャペルヒルには、ノースカロライナ大学システムの旗艦校ノースカロライナ大学チャペルヒル校（UNC）がある。
アメリカ合衆国行政管理予算局はチャタム郡をローリー・ダーラム・チャペルヒル広域都市圏に含めており、その都市圏人口は2012年推計で1,998,808人である。2003年6月6日に行政管理予算局が統計上都市圏を再定義し、それまで長くローリー・ダーラム・チャペルヒル都市圏に入っていた区域を2つの都市圏に分割した。ただし、2つに分かれても1つの都市圏として機能し続けている。

## 歴史
オレンジ郡は1752年にブレイデン郡、グランビル郡、ジョンストン郡のそれぞれ一部を合わせて設立された。郡名はオラニエ公ウィレム5世に因んで名付けられた。オラニエ公の母アンはイギリス王ジョージ2世の娘であり、ウィレム5世は当時ネーデルラント連邦共和国の総督だった。
1771年にオレンジ郡はその領域を大きく減らした。郡西部をローワン郡の東部と合わせてギルフォード郡を設立した。別の部分をカンバーランド郡とジョンストン郡の一部と合わせ、ウェイク郡を作った。また南部はチャタム郡となった。
1777年、オレンジ郡の残りの北半分がキャスウェル郡になった。1849年、郡西側3分の1が取られてアラマンス郡となった。1881年、今度は東半分とウェイク郡の一部を合わせ、ダーラム郡が創設された。
オレンジ郡となった地域の最初期開拓者にはイングランドのクエーカー教徒が入っており、ホー川やイーノ川沿いに入植した。最初期の開拓者はアンドリューズ家とされており、後にロイド家と縁戚関係になった。

### 植民地と独立戦争の時代
郡庁所在地であるヒルズボロは、グレート・インディアン交易路がイーノ川を越える場所に、1754年に設立され、最初はグランビル伯爵ジョン・カートレットの測量士ウィリアム・チャートンが所有、測量、地図化を行った。当初はオレンジと名付けられるはずだったが、総督委員会の委員であり、グランビル伯爵の土地に関する代理人の1人だったフランシス・コービンに因み、コービンタウンと名付けられた。1759年、トマス・チャイルドに因み、チャイルズバラと改名された。チャイルズは1751年から1760年までノースカロライナ植民地検事総長を務め、グランビル伯爵のもう一人の土地代理人だった。1766年に再度改名され、ヒルズボロ伯爵ウィルズ・ヒルに因みヒルズボロとなった。ヒルズボロ伯爵はイギリスの植民地担当大臣であり、ノースカロライナ植民地総督のウィリアム・トライアンとは親戚だった。
ヒルズボロは庁舎が置かれたピードモント台地では初期の植民地町であり、独立戦争前に幾つかの緊張関係を生む舞台になった。1760年代後半、ピードモントの農夫達と郡役人の間に生じた緊張関係が世直し運動、あるいは世直しの戦争と呼ばれるものになり、その中心にヒルズボロがあった。植民地西部の主にオレンジ郡、アンソン郡、グランビル郡の住民が、裕福な植民地役人に強い不満を抱き、彼等は残酷で、勝手で、専制的で、腐敗していると見なした。内陸部農夫の多くは税金を払えないと分かり、その結果資産を差し押さえられたことに怒った。地方の保安官は税金を自分の利益のためにとっておき、時には同じ税金を2度徴収することもあった。保安官は市民に課税するために意図的に徴税記録を隠すことがあった。その影響を最も強く受けた地域がローワン郡、アンソン郡、オレンジ郡、グランビル郡、カンバーランド郡だったと言われている。ノースカロライナの人口の大半を占める低層階級市民の闘争であり、人口の約5%しか占めていない富裕な支配階級が政府全体を支配していた。当時オレンジ郡の人口は8,000人と推計され、その6,000ないし7,000人が世直し運動家を支持した。
ウィリアム・トライアン総督がニューバーンに新しく知事公舎を建て、人目に付く散財を行ったことで、この運動の不満に火を付けた。植民地の西部は人口比で少ない代表しか議会に送り出せない状況であり、農民達が議会で対抗手段を取るのは難しかった。最終的に不満を抱いた農夫達が武器を取り、ヒルズボロの庁舎を閉鎖し、腐敗していると見なした役人を通りに引きずり出し、教会の鐘を激しく鳴らした。トライアンは配下の民兵隊から部隊をこの地域に派遣し、1771年5月、アラマンスの戦いで世直し運動家を破った。戦後幾つかの裁判が行われ、1771年6月19日にヒルズボロで6人が処刑された。
アメリカ独立戦争の時は、ヒルズボロがノースカロライナ議会の本拠に使われた。1781年2月下旬には、イギリス軍チャールズ・コーンウォリス将軍の軍事基地にもなった。1787年に起草されたアメリカ合衆国憲法は、ノースカロライナ州では大きな議論になった。1788年7月に招集されたヒルズボロの集会で、代議員達は反連邦主義者だという理由で批准拒否を票決した。ジェイムズ・アイアデルやウィリアム・デイビーの大変な努力と、権利の章典ができる見込みがあったこともあり、代議員はその考えを変えるよう説得された。合衆国憲法は後にファイエットビルで開催された会議で批准された。
アメリカ独立宣言の署名者ウィリアム・フーパーは1790年10月に長老派教会墓地に埋葬された。しかし、その遺骸はギルフォード郡庁舎軍事戦場跡に移葬された。最初の墓石は町の墓地に残っている。

### チャペルヒルとノースカロライナ大学
ノースカロライナ大学は、1789年12月11日に州議会により認証され、州の中央に近い場所が選ばれ、1793年10月12日に、礼拝堂の廃墟近くに礎石が置かれた。1795年に学生の教育が始まり、国内最古の公立大学となり、また18世紀に学位を与えた唯一の大学となった。
1819年、ノースカロライナ大学のためにチャペルヒルの町が設立され、大学の周りに成長した。この町は1851年に認証され、そのメインストリートであるフランクリン通りは、ベンジャミン・フランクリンに因んで名付けられた。
キャンパス内にある古井戸はノースカロライナ大学でも認識の高いランドマークである。

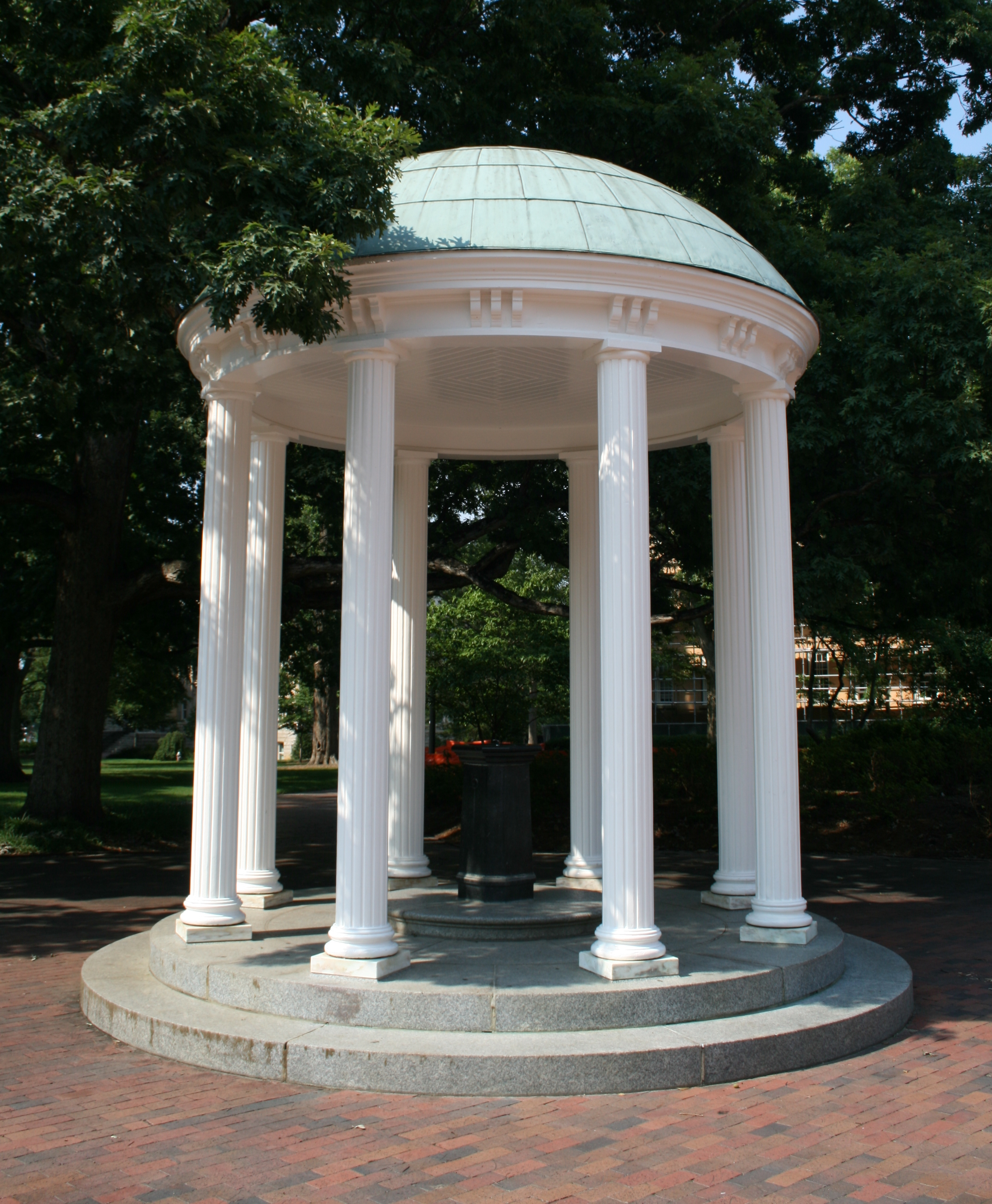
UNCの古井戸

### 南北戦争
サリナス家がヒルズボロのチャートン通りにあった自宅で、1837年から1857年までバーウェル学校とよぶ女子教育学校を運営した。エリザベス・ケックリーはティーンエージャーの時にバーウェルの家庭で奴隷にされた。ケックリーは後にドレスメーカーとなり、メアリー・トッド・リンカーンの親友となり、自伝を著した。
南北戦争が始まったとき、ヒルズボロは脱退支持を躊躇った。しかし、多くの市民が南軍のために出征していった。戦中州知事のデイビッド・ローリー・スウェインがアメリカ連合国大統領ジェファーソン・デイヴィスを説得し、ノースカロライナ大学の学生を徴兵対象から除外させたので、大学は戦中も運営を続けた数少ないものとなった。しかし、チャペルヒルの町は南部のどの村よりも多くの人命を失い、学生の数が回復しなかったので、レコンストラクション時代の1870年12月1日から1875年9月6日まで、閉鎖を余儀なくされた。
1865年3月、南軍の将軍ジョセフ・ジョンストンがヒルズボロのすぐ郊外、ディクソンの家に滞在した。その家は現在中心街の歓迎センターになっている（1980年代初期の商業開発により、当初の場所から移転された）。テネシー軍の本隊はグリーンズボロ周辺で宿営していた。
北軍のウィリアム・シャーマン軍が海への進軍を行った後、ローリーに宿営している間にジョンストンに休戦を提案し、降伏条件を話し合うために会合することに合意した。ジョンストンはヒルズボロから東に、シャーマンはローリーから西に、ヒルズボロ・ローリー道路を移動し、ほぼ中間点、現在のダーラム市にあったベネットプレースと呼ばれる、ジェイムズ・ベネットとナンシー・ベネットの農家で落ち合った。2人の将軍は4月17日、18日、最後は26日の3度会合し、降伏条件を定めた。ジョンストンは、ノースカロライナ州、サウスカロライナ州、ジョージア州、フロリダ州で現役任務に就いていた南軍兵89,270人と共に降伏した。この戦争では最大数の降伏であり、事実上戦争が終わった。

### カーボロの設立
チャペルヒルの西にあったので当初はウェストエンドと呼ばれたカーボロの町は、1882年に州立大学鉄道の周りに設立された。この鉄道はノースカロライナ大学に客を運ぶために建設されていた。その駅は、住民の邪魔をしないためと、学生が列車でキャンパスを去るのを難しくするために、大学キャンパスから西に約1マイル (1.6 km) 離れた場所にあった。
1898年、チャペルヒルのトマス・F・ロイドが駅の側にアルバータ綿糸工場を建設した後で、ウェストエンドの住人が増加した。ジュリアン・シェイクスピア・カーがこの工場や近くの建物を1911年に購入し、ダーラム・ホージャリー・ミルズとなった工場ネットワークに加えられた。ウェストエンドは1911年に法人化され、化学者でノースカロライナ大学学長のフランシス・プレストン・ベナブルに因み、町の名をベナブルに改名した。その2年後、町名はカーボロと改名された。これはカーが通りを造り、町に電気を引き、工場の建物を拡張したからだった。その後、当初の工場は何度か持ち主を変えた。カーボロ市議会は1975年に工場を解体しようとしたが、住民の請願と寄付集めによりカー・ミル・モールとして再生された。カーボロの鉄道駅は地元製材業の用に供し、カーボロは堅木枕木市場の主要中心地となった。
カーボロの町でも特徴ある建築物は約150ある工場用住宅群であり、1910年代から1930年代に建設された。その住宅の多くは改修されたが、更に多くは破壊された。これら住宅はロイドやカーがその労働者と家族のために建設したものだった。

### 現代史
オコニーチー・スピードウェイはNASCARの自動車レース場として開設された2つの1つであり、1949年の開幕シーズンから残っている唯一のレース場である。ビル・フランスとNASCAR初期設立者達がヒルズボロで1マイルの楕円形レース場を建設するために土地を購入したが、地元宗教指導者が町にレース場を建設することに反対したので、NASCARの役員はアラバマ州タラデガに大型のタラデガ・スーパースピードウェイを建設した。
チャペルヒルはダーラムとローリーと共にリサーチ・トライアングルの3つの角を占めている。これはダーラムとローリーの間の研究パーク、リサーチ・トライアングル・パークを1959年に建設したことで名付けられた。
ノースカロライナ大学のモアヘッド・プラネタリウムは1949年に開設され、国内でも数少ないプラネタリウムの1つとなった。現在もチャペルヒルの町の重要なランドマークになっている。NASAのマーキュリー、ジェミニ、アポロ各計画では、宇宙飛行士がここで訓練を受けた。

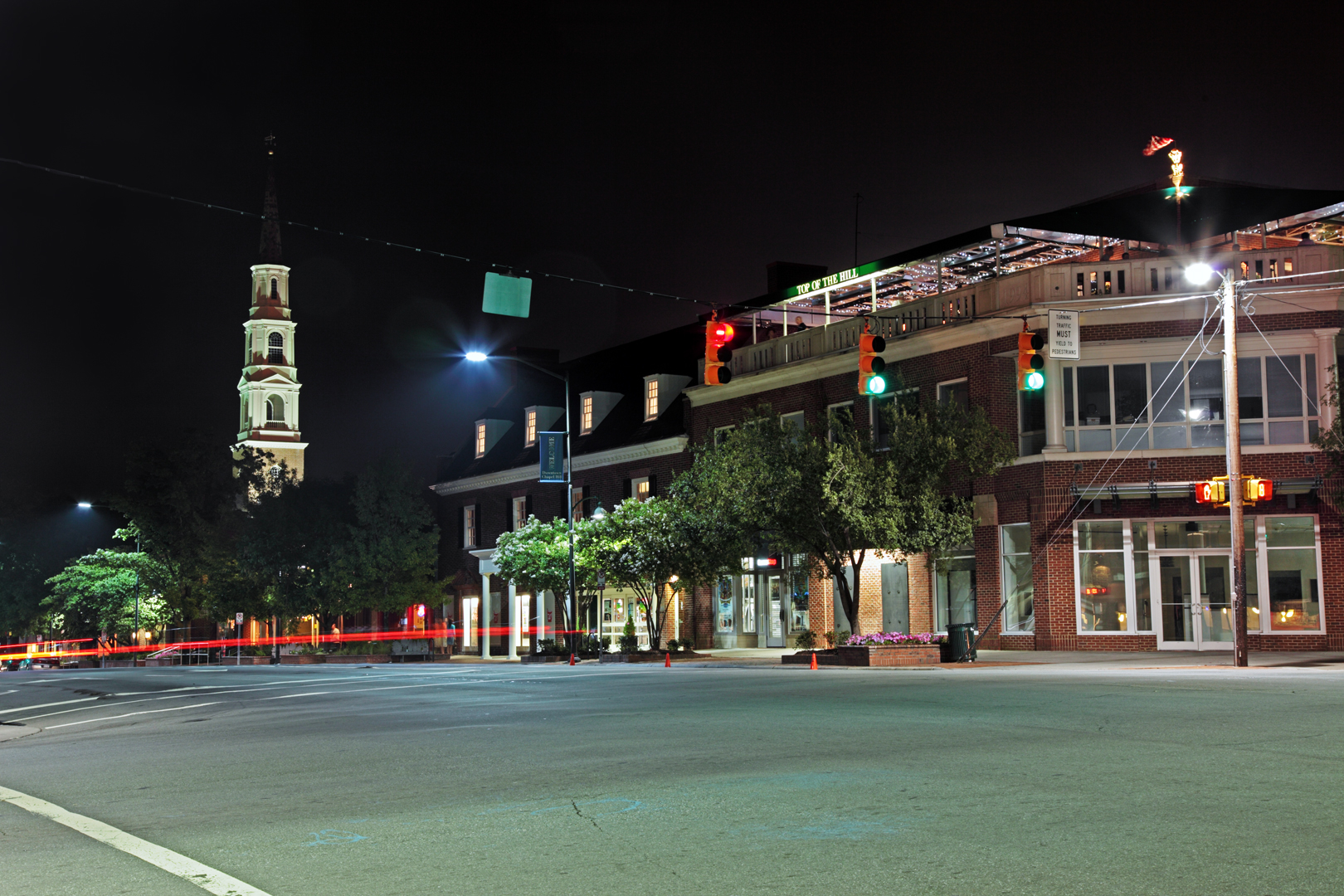
チャペルヒルのフランクリン通りとコロンビア通りの交差点

1960年代、ノースカロライナ大学のキャンパスは、重要な政治抗議の場所となった。1964年の公民権法が成立する以前、フランクリン通りのレストランで静かに始まった人種差別に対する抗議が、大規模なデモと妨害に繋がっていった。住民暴動の恐れがあったので、ノースカロライナ州の州立キャンパスで共産主義者による演説を禁止する1963年演説禁止法を成立させた。この法は即座に、大学評議員のウィリアム・ブラントレー・アイコックや学長のウィリアム・フライデーに批判されたが、ノースカロライナ州議会が再審議を行ったのは1965年になってからだった。「たまに起こる」訪問を認めるという小さな修正では学生達を宥められず、特に新しい評議員ポール・フレデリック・シャープが、マルクス主義演説家ハーバート・アップテカーと公的自由活動家フランク・ウィルキンソンへの講演者としての招待を認める決断をし、大学信託委員会がこれを撤回させたときが問題となった。しかし、この2人の講演者はチャペルヒルにやってきた。ウィルキンソンはキャンパス近くで講演し、アップテカーの講演はキャンパスの端にある低い塀越しに、1,500人以上の学生が見守った。この塀は「ザ・デイリー・タール・ヒール」紙がダン・K・ムーア知事に因んで「ダン・ムーアの壁」と名付けた。ノースカロライナ大学学生の集団が、アップテカーやウィリアムソンと共にアメリカ合衆国連邦裁判所に訴訟を行い、1968年2月20日、演説禁止法が撤回された。
大学が完全に人種統合されてから1年後の1968年、チャペルヒルはアフリカ系アメリカ人のハワード・リーを市長に選んだことで、国内初の白人多数自治体となった。リーは1969年から1975年まで市長を務め、町のバス運行システムであるチャペルヒル交通の設立に貢献した。
1990年代初期、ラテン系移民が大挙カーボロに移住してくるようになった。そこは建設業とサービス業で仕事があった。これら移民が増えると生まれ故郷の食品や文化ももたらした。カーボロには現在3軒のラテン系「ティエンダ」（食料品店）がある。フード・ライオンのような全国的食料品チェーン店は、人口動態の変化を認識し、中南米の食料を幅広く並べるようになった。

## 郡政府
オレンジ郡は7人の委員で構成される郡政委員会が統治している。委員は選挙区および郡全体で偶数年に行われる党派選挙によって選ばれ、任期は4年間である。
ノースカロライナ大学チャペルヒル校があることで、州内でも最大級にリベラルな郡という評判を得てきた。大統領、州および地方選挙では、州内でも一貫して民主党を強く支持する郡の1つである。特にカーボロはアメリカ合衆国南部で最大級にリベラルな都市とされてきた。ゲイの市長マイク・ネルソン（2006年から2010年にはオレンジ郡郡政委員も務めた）を選んだのは州内初であり、同性カップルに同棲の利益を認めたのも州内初の自治体である。2002年10月、イラク戦争と愛国者法に反対決議を行ったことでも南部初の自治体となった。
オレンジ郡は、地域自治体の組織であるトライアングルJ自治体委員会のメンバーである。

## 地理

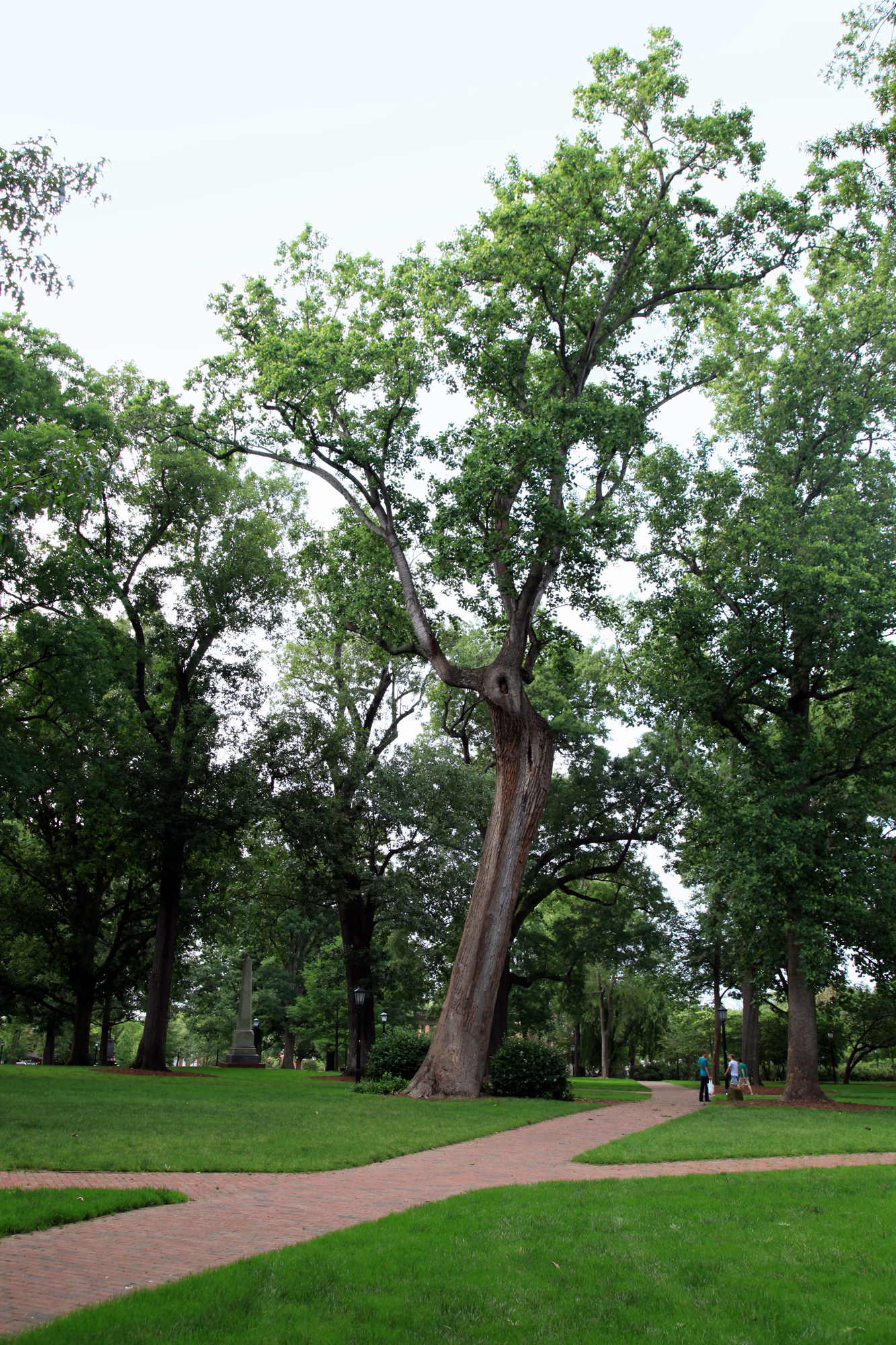
ノースカロライナ大学チャペルヒル校の森

アメリカ合衆国国勢調査局に拠れば、郡域全面積は401平方マイル (1,040 km2)であり、このうち陸地400平方マイル (1,036 km2)、水域は1平方マイル (4 km2)で水域率は0.34%である。
郡内をイーノ川が流れている。
チャペルヒルとカーボロの町が郡南東部にあり、郡庁所在地のヒルズボロ町は中央部にある。

### 郡区
オレンジ郡は7つの郡区に分割されている。ビンガム、シーダーグローブ、チャペルヒル、チークス、イーノ、ヒルズボロ、リトルリバーの各郡区である。

### 隣接する郡
- パーソン郡 - 北東
- ダーラム郡 - 東
- チャタム郡 - 南
- アラマンス郡 - 西
- キャスウェル郡 - 北西

## 人口動態
以下は主に2006年から2008年の3年間推計による人口統計データである。
| 基礎データ - 人口: 126,532人 - 世帯数: 45,863 世帯 人種別人口構成 - 白人: 76.2% - アフリカン・アメリカン: 13% - ネイティブ・アメリカン: 0.4% - アジア人: 5.7% - その他の人種: 2.8% - 混血: 1.9% - ヒスパニック・ラテン系: 6% 年齢別人口構成 - 18歳未満: 20.3% - 18-24歳: 21.0% - 25-44歳: 29.9% - 45-64歳: 20.4% - 65歳以上: 8.4% - 年齢の中央値: 30歳 - 性比（女性100人あたり男性の人口） - 総人口: 90.1 - 18歳以上: 86.7 | 世帯と家族（対世帯数）（2001年データ） - 18歳未満の子供がいる: 29.1% - 結婚・同居している夫婦: 46.5% - 未婚・離婚・死別女性が世帯主: 10.4% - 非家族世帯: 39.8% - 平均構成人数 - 世帯: 2.34人 - 家族: 2.88人 収入と家計 - 収入の中央値 - 世帯: 42,372米ドル - 家族: 59,874米ドル - 性別 - 男性: 39,298米ドル - 女性: 31,328米ドル - 人口1人あたり収入: 24,873米ドル - 貧困線以下 - 対人口: 14.1% - 対家族数: 6.2% - 18歳未満: 9.0% - 65歳以上: 7.4% |

2008年から2009年の会計年度でオレンジ郡の課税率は100米ドルあたり0.998米ドルと州内第2位だった。2009年から2010年の会計年度では100米ドルあたり0.858米ドルと州内第9位である。

## 都市と町

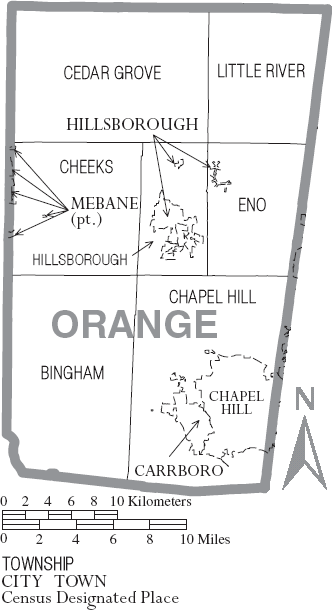
オレンジ郡の自治体と郡区

### 法人化自治体
主にオレンジ郡に入っている自治体はカーボロ町、チャペルヒル町および
郡庁所在地のヒルズボロ町である。ただしメベイン市とダーラム市の一部も郡内に入っている。

### 未編入の町
| - ブラックウッド - バックホーン（別名チークスクロスローズ） - コールドウェル - カルバンダー - カー - シーダーグローブ - ドッドソンズクロスローズ - ドッグウッドエーカーズ | - エフランド - イーノ - ユーバンクス - フェアビュー、ヒルズボロ - ハードルミルズ - ローズ - マクデイド - マイルズ | - オークス - オレンジグローブ - パイニーグローブ - ルージュモント - シュリー - ティア - ユニバーシティ（元グレン） - ホワイトクロス |

## 教育
郡内には下記2つの教育学区がある。
- オレンジ郡教育学区
- チャペルヒル・カーボロ教育学区

## 著名な出身者
- ルイス・ブラック、コメディアン
- フレデリック・ブルックス、コンピュータ科学のパイオニア
- ラリー・ブラウン、バスケットボールのコーチ
- エリザベス・コットン、ブルース歌手、カーボロで育った。
- ジョン・エドワーズ、ノースカロライナ州選出アメリカ合衆国上院議員、2008年大統領選挙候補者、チャペルヒル出身
- ベン・フォールズ、ミュージシャン
- アンディ・グリフィス、俳優
- ミア・ハム、サッカー選手
- ローレル・ホロマン、女優
- マリオン・ジョーンズ、陸上競技選手
- マイケル・ジョーダン、バスケットボール選手
- オリヴァー・スミティーズ、2007年ノーベル生理学・医学賞受賞者
- ジェームス・テイラー、ミュージシャン
- マンリー・ウェイド・ウェルマン、小説家
- トーマス・ウルフ、小説家
- ジェームズ・ウォージー、バスケットボール選手